# 法利賽人 (19世紀)
法利賽人（希伯來語：‎，羅馬化：Perushim）指於19世紀初回歸以色列地（即巴勒斯坦地區，當時屬於鄂圖曼敘利亞）的猶太人，與第二聖殿時期的法利賽人並非同一團體。
法利賽人領袖维尔纳阁下曾想回歸以色列地但未能成行。他的弟子等逾500人歷盡辛苦，來到聖地並定居下來，對該地區猶太人的未來產生了深遠影響。
大多數法利賽人定居於采法特、提比里亞、雅法及耶路撒冷，構成了當地阿什肯納茲猶太人社群的基礎。